# ルパン三世 盗まれたルパン 〜コピーキャットは真夏の蝶〜
- ルパン三世 > ルパン三世 盗まれたルパン 〜コピーキャットは真夏の蝶〜
- トムス・エンタテインメントの作品一覧 > ルパン三世 盗まれたルパン 〜コピーキャットは真夏の蝶〜
- 金曜ロードショー > ルパン三世 盗まれたルパン 〜コピーキャットは真夏の蝶〜

『ルパン三世 盗まれたルパン 〜コピーキャットは真夏の蝶〜』（ルパンさんせい ぬすまれたルパン 〜コピーキャットはまなつのちょう〜）は、モンキー・パンチ原作のアニメ『ルパン三世』のTVスペシャルシリーズ第16作。2004年7月30日に日本テレビ系の『金曜特別ロードショー』にて放送された。視聴率は21.1%。ルパン三世シリーズ初の地上デジタル放送でもある。

## 概要
それを手にした泥棒は全て死に至っているという呪われた宝石「ブルズ・アイ」をめぐってルパンファミリーが活躍する。
監督は、タツノコプロ出身のうえだひでひとが初参加し、周囲の演出のメンバーもタツノコ時代の仲間で固めている。楽曲は、本作から「銭形マーチ」、「スーパーヒーロー」など『TV第2シリーズ』で使用された曲のアレンジ版が使われるようになる。脚本は『ルパン三世 PARTIII』で初参加した大川俊道が20年ぶりにシリーズに登板している。
仮題は「ルパン三世 パリのいちばん熱い夏」。放映時に現題へ変更となった。
企画当初は2001年放送のTVスペシャル『ルパン三世 アルカトラズコネクション』の続編という予定であったが取りやめられた。もともとマルコヴィッチは大統領暗殺事件の関与者という設定であったが、アルカトラズ監獄の脱獄者という設定のみが残っている。
2024年時点で、視聴率が20%を超えた最後のTVスペシャル作品となっている。

## あらすじ
フランスのバスティーユにてブルボン朝の財宝がトラックごと盗まれ、ルパン三世の仕業と見て銭形警部が追跡するが、犯人は左腕に蝶のタトゥーを入れた金髪の少女ベッキーだった。間もなく本物のルパンも現れ、まんまと横取りに成功するものの、実はトラック自体が何者かの罠であり、ルパンは捕まってしまう。ルパンを捕まえた謎の男マルコヴィッチは、不二子を人質にとり、世界一の警備を誇ると言われるグラン・バトー博物館に収蔵されている、盗んだ泥棒は謎の死を遂げるという曰くつきの宝石「ブルズ・アイ」を明日までに盗むよう命令する。仲間の次元大介と石川五エ門にも不二子のことは明かさずグラン・バトーから「ブルズ・アイ」を盗み出すことに成功したルパンであったが、今度はそれをベッキーに横取りされてしまう。
彼女が扱うギミックは馴染みの技術者ランバージャックのものであるため、ルパンは彼に会いに行き、ベッキーの正体が、かつてルパンと一夏の期間限定でコンビを組んでいた美人の女義賊「キャット」の娘だと判明する。ベッキーはルパンの手口を模倣して数々の美術品を盗み出しており、銭形と、その上司のマーフィー特務局次長は彼女を「コピーキャット」と呼ぶ。いずれにせよ不二子を助け出すために「ブルズ・アイ」を返してほしいと頼むルパンであったが、ベッキーはカジノの金庫にしまったことを明かし、泥棒勝負を挑む。ルパンは勝負に勝つものの、それがすぐにニセモノだと気づく。改めてルパンは彼女に本物の「ブルズ・アイ」を返すよう頼むが、キャットの死の理由も「ブルズ・アイ」であり、ベッキーは母の死の真相を探っていた。
ベッキーを説得して宝石を返してもらったルパンは、マルコヴィッチに指定された場所にそれを渡しに行くが、初めから不二子は裏切っており、ただ宝石を騙し取られてしまう。ところがルパンも全部見越して、宝石を偽物にすり替えていた上に、本物の中にも発信器が埋め込まれていることを見抜く。銭形に変装してICPOのデータベースを調査するなどしたルパンは「ブルズ・アイ」の正体、および伝説の真相が、盗んだ泥棒のアジトを割り出し、その戦利品を横取りするための何者かの罠だと気づく。その頃、マルコヴィッチも不二子に自分たちの真の狙いが今までルパンが盗み出してきた数々の財宝「ルパン・コレクション」であることを明かす。宝石がすり替えられていることも見越しており、本物の宝石をルパンがコレクションを保管しているアジトに持っていくことを期待している。
マルコヴィッチはベッキーがかつて自分たちが手にかけたキャットの娘だと知り、部下に命じて彼女とランバージャックを襲わせる。ルパンに救われたベッキーは、母と同じように自分を相棒にして欲しいと頼むが、ルパンは大人になったら考えても良いと返事し、また母の復讐など考えないように諭す。その後、ベッキーは自分を襲ってきたマルコヴィッチの部下・白竜を脅し、彼らのアジトへと連れていかせるが、すべて見越された行動であり、逆にマルコヴィッチらに捕まってしまう。一方、ルパンはいつものように自分を籠絡しにきた不二子に、自分のコレクションは街から離れた長閑な片田舎のボスキート村にあることを明かし、2人は村に向かう。マルコヴィッチも部下を率いて村に向かうが、初めから不二子を信用しておらず、彼女も亡き者にして独り占めにしよう企んでいた。
誰もいないボスキート村は、ルパンコレクションを隠したアジトがあるのではなく、村全体に今までルパンが盗み出した財宝の数々が普通に置かれている場所であった。多数の手下を率いて村にやってきたマルコヴィッチはルパンと不二子に銃口を向け、すべて奪おうとする。しかし、すべては彼らを誘い出すためにルパンが仕組んだもので、既に村内には次元と五エ門が待ち構えていた。村内でルパン一味とマルコヴィッチたちの戦いが始まり、マルコヴィッチ以外全員倒される。しかし、マルコヴィッチはベッキーに首輪型の爆弾を付けて人質とし、彼女にルパンを撃たせる。ルパンが倒れたところで、真の黒幕であるマーフィーが現れ、そのままルパンコレクションを独り占めにするためにマルコヴィッチを射殺する。独り占めに喜ぶマーフィーであったが直後に村が破壊され始め、驚く中で生きていたルパンが現れる。ベッキーとのやり取りは初めから狂言であり、マーフィーは散々驚かされた後、気絶させられる。その後、警官隊を率いて村にやってきた銭形は、ルパンに変装させられていたマーフィーを逮捕する。既にマーフィーの悪事はルパンらによってICPOに晒されており、850年の懲役になるという。
最終的にボスキート村はルパンのアジトではなく、今回の一件のために村人たちに大金を払って借りたものであったことが明かされる。ルパンコレクションも存在せず、村にあったのもよくできた贋作であった。ベッキーは、真のルパンコレクションは、次元・五エ門・不二子という彼の仲間たちであり、自分はその中に入れないとして相棒となることを諦める。再び銭形に追われて村を離れたルパン一味は、グラン・バトー博物館の真のオーナーはマーフィーであること、博物館にあるマーフィー・コレクションを盗み出して今回の一件を閉じることを決める。

## 登場人物

### メインキャラクター
ルパン三世
かの名高き怪盗アルセーヌ・ルパンの孫で、自らも世界的な大怪盗かつ変装の達人。
冒頭で自身が盗まれてしまい、その後、マルコヴィッチから「ブルズ・アイ」を盗み出すよう命令される。
次元大介
コンバットマグナムを使う射撃の名手でルパンの相棒。
ルパンの相棒。五ェ門と共にルパンを支援する。
石川五ェ門
古の大泥棒・石川五ェ門の十三代目。最強の刀「斬鉄剣」を使う居合い抜きの達人。
次元と共にルパンを支援する。
峰不二子
ルパン一味の紅一点で、付かず離れずの存在。時にはルパン達を利用したり、裏切ったりすることも多い。
序盤でマルコヴィッチに捕まり人質となるが、逆に彼と手を組み、ルパンコレクションを狙う。
銭形警部
ルパン一味を追うICPOの捜査官。ルパン専任捜査官であるため、ルパンに関係する事件なら世界中どこでも捜査権が認められている。
上司のマーフィーから情報を受けながら、ルパンを執拗に追う。この作品での銭形部隊のパトカーはシトロエンZX。

### ゲストキャラクター
ベッキー
本作のゲストヒロイン。泥棒。本名はレベッカ・ランバート。
肩に蝶のタトゥーが入った17歳の少女。十数年前にルパンと期間限定でコンビを組んでいた女義賊「キャット」の娘で、母の形見であるシルバーメタリックのワルサーP38を持つ。何者かに殺された母の死の真相を知るため、ルパンの模倣犯罪（コピーキャット）を起こしたり、母の死の原因である「ブルズ・アイ」を狙う。
劇中ではルパンの実娘である可能性も示唆されるが、最終的に真相は有耶無耶となっている。
ジョセフ・マルコヴィッチ
元多国籍強盗団のボス。
癖の強いゴロワーズを愛煙する強面の男。鷹揚な態度を見せつつも用心深い性格。かつて強盗団を率いてアルカトラズ監獄に収監されるも脱獄した過去を持つ。冒頭でルパンを捕まえ、また不二子を誘拐してルパンに「ブルズ・アイ」を盗ませる今回の物語の敵役。彼自身が「ブルズ・アイ」を盗んだ泥棒は破滅するという伝説の正体でもあり、今までも数々の泥棒達を破滅させてその盗品を横取りし、本作ではルパン・コレクションを狙っていた。
ブライアン・マーフィー
ICPOの特務局次長。本作における銭形の上司。
ICPOの管理職として銭形を「銭形君」と呼ぶなどの好人物。いつも上等なスーツを着ており、タバコを嫌う。銭形に「ブルズ・アイ」の伝説やベッキーのことを教えるなど、ルパン逮捕を支援する。
実はグラン・バトー博物館の真のオーナーで「ブルズ・アイ」伝説の黒幕。マルコヴィッチと組んで数々の泥棒たちを破滅させ、その盗品を横取りして私腹を肥やしていた。普段の穏当な態度も演技であり、本性は悪辣。また、キャットを自らの手で殺した犯人でもあった。
サンタナ
マルコヴィッチの部下。
多彩な銃器を得物に用いるロングコードに鍔広帽の男。マルコヴィッチの命令を受けベッキーを襲撃する。
H&K USP、イングラムM11、スコーピオン、ベレッタM93Rなど様々な銃器を扱うが、基本的には銃に対してのこだわりはなく、ただ弾が相手に当たればいいという乱射を主にする戦闘スタイル。
そのため次元からは「邪道」「ガンマンの風上にも置けない奴だ」と評されていた。
ボスキート村の戦いにおいては、白竜によってマグナムを封じられた次元を追い込むも、次元に鉄パイプと風車を利用した即席のライフル銃で胸部を撃ち抜かれ死亡する。
白竜（しろたつ）
マルコヴィッチの部下。
剣術や武術、鉛球を手の中に入れ親指で弾丸のように飛ばす「指弾」などの高い戦闘技術を持つ中国人。マルコヴィッチの命令を受けベッキーを襲撃する。
五ェ門を相手にして引けを取らず剣で勝負を挑むも、五ェ門の間合いに入ってしまったことで剣を破壊されてしまい、直後に指弾でその場を逃げ切る。
ボスキート村の戦いにおいては、指弾で五ェ門の間合いに入らないようにしつつ、自前の弾が無くなっても落ちている石（礫）を代用し五ェ門を苦しめ、指弾で次元のマグナムの銃口を塞ぎ使用出来なくするなど活躍する。
しかし、最期は指弾の材料となるものがない泥沼へと誘い込まれ、五ェ門の一撃を受け死亡する。
ベッキーを襲撃しようとしていたため、五ェ門は彼のことを終始「外道」と呼んでいたが、倒した直後には「これほどの実、身につけるのにどれほどの修練を積んだか、惜しい」と彼の実力を認め嘆いていた。
ドルクルス
マルコヴィッチの執事。
細身の中年男。基本的には執事としてマルコヴィッチの身の回りの世話しているが、実は怪力を持つ古武術使いで戦闘能力もある。
ボスキート村の戦いでは不二子と戦うことになり、彼女を追い詰め背骨をへし折ろうとするが壺で殴り倒される。
ランバージャック
機械工。
ルパンと昔馴染みの技術者。廃車置き場を拠点に、泥棒用のギミックの開発などを行い、ルパンもキャットも彼の製作した道具を愛用していた。キャット亡き後、孤児となったベッキーの面倒を見ており、彼女の泥棒稼業も支援している。
キャット
女泥棒。ベッキーの母。故人。本名はカトリーヌ・ランバート。
十数年前にルパンと真夏だけパートナー兼恋人となっていた女義賊。胸元に蝶のタトゥーがある。ランバージャックを始め、裏世界の男達からは絶大な人気を誇る美女で、ルパンをして最高の女で相棒だったと回顧する。数年前にブルズ・アイの秘密を解こうとして不慮の死を遂げた。

## 用語
ブルズ・アイ
本作のお宝。巨大な牛の像の左眼にはめ込まれている緑色の宝石。盗んだ泥棒がことごとく謎の死を迎えることから「呪われた宝石」と呼ばれる。泥棒業界では有名な伝説ながら、ICPOなど世界中の警察機関の捜査記録には盗まれたという情報自体がない。
その正体はマルコヴィッチとマーフィーが小型の発信器を内部に組み込んだ偽物の宝石であり、盗んだ泥棒の盗品を収めたアジトを割り出し、それを横取りするための罠であった。また、マーフィーが警察組織の記録を抹消してしまうため、ICPOのデータベースなどにも記録がなかった。

## 声の出演
- ルパン三世 - 栗田貫一
- 銭形警部 - 納谷悟朗
- 次元大介 - 小林清志
- 石川五ェ門 - 井上真樹夫
- 峰不二子 - 増山江威子
- レベッカ・ランバート（ベッキー） - 浅川悠
- ジョセフ・マルコヴィッチ - 中田浩二
- ブライアン・マーフィー - 青野武
- ランバージャック - 八奈見乗児
- サンタナ - 入江崇史
- 白竜 - 水内清光
- ドルクルス - 品川徹
- 署長 - 福田信昭
- 江川大輔
- 津川悟
- 掛川公岳
- 鶴博幸
- 加藤将之
- 田上由希子
- 木川絵理子

## スタッフ
- 原作 - モンキー・パンチ（中央公論新社刊）
- 監督 - うえだひでひと
- 監督補 - 小林哲也
- 脚本 - 大川俊道
- 絵コンテ - うえだひでひと、小林哲也
- 演出 - 粟井重紀、山内東生雄、篠崎康行
- キャラクターデザイン - 平山智
- メカニックデザイン・メカ作画監督 - 水村良男
- サブデザイン - 織岐一寛
- キャラクター作画監督 - 織岐一寛、岡辰也、外崎春雄
- 作画監督補佐 - 愛媛みかん、をがわいちろを、松本文男、野武洋行
- 美術監督 - 鈴木朗
- 色彩設計 - 佐藤直子
- 撮影監督 - 遠藤泰久
- 編集 - 田熊純
- 音楽 - 大野雄二
- 音楽監督 - 鈴木清司
- 録音監督 - 加藤敏
- 音響効果 - 糸川幸良
- 音響制作 - 東北新社
- 音響制作担当 - 林隆司、北条雅也、大野拓也
- 制作担当 - 青木隆介（TMS）、瀬戸典子（日本テレビ）
- 脚本プロデューサー - 飯岡順一
- 音楽プロデューサー - 山田慎也、穂山賢一
- プロデューサー - 尾﨑穏通（TMS）、小野利恵子（日本テレビ）
- エンディングテーマ「A ROSE TATOO」
  - 作詞 - 奈良橋陽子
  - 作曲 - 大野雄二
  - 歌 - サリナ・ジョーンズ (en:Salena Jones)
- 挿入歌「LUPIN THE THIRD」
  - 作詞 - 奈良橋陽子
  - 作曲 - 大野雄二
  - 歌 - サリナ・ジョーンズ
  - オリジナル・サウンドトラック - 「ルパン三世 盗まれたルパン〜コピーキャットは真夏の蝶〜」
- 制作協力 - エー・ライン
- 企画・制作 - トムス・エンタテインメント、日本テレビ
- 製作・著作 - トムス・エンタテインメント